# Hicela Orseolo
Hicela (Joscella, Icella) Orseolo je bila kći mletačkog dužda Petra II. Orseola i Marije, unuka Petra I. i Felicite Malipiero (ili Badoer).
Zna se za Hicelina brata Ivana, Otona, Orsa, Vitelea, Enrica i sestru Felicitu i još dvije sestre kojima se ne zna imena.
Neki smatraju da je Svetoslav Suronja, kako bi ojačao svoj savez s Petrom II. Orseolom, predao svoga sina Stjepana koji se odgajao na njegovom dvoru. Kasnije se Stjepan oženio duždevom kćerkom Hicelom Orseolo. Po tome bi Stjepan bio rodonačelnik poddinastije Svetoslavića iz koje potječe kralj Dmitar Zvonimir.
Prema drugima, riječ je o sinu Krešimira III., Stjepanu I., koji se oženio Hicelom i kojemu se rodio Petar Krešimir IV.